# 에디타 구르니아크
에디타 안나 구르니아크(폴란드어: Edyta Anna Górniak, 1972년 11월 14일 ~ )는 폴란드의 팝 가수이다. 폴란드를 대표하는 팝 가수 가운데 하나로서 폴란드와 전 세계에서 큰 명성을 떨쳤다. 4옥타브를 자랑하는 목소리로 유명하다.

## 생애
16세 시절이던 1989년에 열린 폴란드 텔레비전 탤런트 쇼를 통해 일반 대중들에게 처음으로 모습을 공개했으며 해당 대회에서 샘 브라운의 히트곡 《Stop!》을 부르면서 우승을 차지했다. 1990년에 열린 오폴레 폴란드 국립 노래 경연 대회에서 공연을 펼치면서 가수로 데뷔했고 3년 동안 음악 극장에서 공연을 펼쳤다. 1991년에는 폴란드의 뮤지컬 《메트로》(Metro)에 출연했고 1993년에는 스웨덴에서 열린 발틱 송 콘테스트에서 3위를 차지했다.
1994년에는 폴란드의 가수로는 최초로 유로비전 송 콘테스트에 참가했고 해당 대회에서 2위를 차지했다. 이 기록은 폴란드의 유로비전 송 콘테스트 참가 역사상 가장 높은 성적이기도 하다. 그의 유로비전 송 콘테스트 참가곡이었던 《To nie ja》는 폴란드에서 높은 인기를 얻었고 이를 계기로 EMI 폴란드(EMI Poland)와 계약을 체결하게 된다. 1995년에는 자신의 첫 정규 음반인 《Dotyk》를 발표했는데 이 음반은 폴란드에서 500,000장이 판매되는 성과를 기록했다.
1996년에는 영국 런던에 위치한 EMI 인터내셔널(EMI International)과 계약을 체결했으며 1997년에는 자신의 첫 영어 음반인 《Edyta Górniak》를 발표했다. 1999년에는 라이브 음반 《Live '99》를 발표했고 폴란드 각지에서 순회 콘서트를 펼쳤다. 2002년에는 EMI 인터내셔널과의 계약이 만료되면서 버진 레코드의 독일 법인인 버진 저머니(Virgin Germany)와 계약을 체결하게 된다. 대한민국과 일본에서 공동 개최된 2002년 FIFA 월드컵에서는 대한민국 부산에서 열린 대한민국과 폴란드의 조별 예선 경기에 앞서 폴란드의 국가인 《폴란드는 아직 죽지 않았다》를 불렀는데 평소보다 느린 선율로 인해 폴란드에서 엇갈린 평가를 받았다. 2005년에는 자신의 고유 레이블인 EG 프로덕션(EG Production)을 설립했다.
2010년에는 TVN에서 방영된 텔레비전 댄스 경연 프로그램이자 《댄싱 위드 더 스타》의 폴란드 버전 프로그램인 《댄싱 위드 더 스타: 타니에츠 스 그비아즈다미》(Dancing with the Stars: Taniec z gwiazdami)의 12번째 시즌에 출연하여 준결승전에 해당하는 12라운드까지 진출하는 성과를 기록했다. 2012년에는 TVP2에서 방영된 텔레비전 합창 경연 프로그램이자 《셀러브리티's 콰이어》(Clash of the Choirs)의 폴란드 버전 프로그램인 《비트바 나 그워시》(Bitwa na głosy)의 2번째 시즌에 출연했지만 3라운드에서 탈락하고 만다.
폴란드 텔레비전(TVP)에서 방영된 텔레비전 오디션 노래 경연 프로그램이자 《더 보이스》의 폴란드 버전 프로그램인 《더 보이스 오브 폴란드》(The Voice of Poland)에 출연하여 3번째 시즌(2012년), 5번째 시즌(2014년), 6번째 시즌(2015년)의 심사위원을 맡았다. 2015년에는 폴란드 정부로부터 글로리아 아르티스 문화훈장(Zasłużony Kulturze Gloria Artis) 동장을 받았다.

## 음반 목록

### 정규 음반
- 1집 《Dotyk》 (촉각, 1995년)
- 2집 《Edyta Górniak》 (에디타 구르니아크, 1997년) - 일본에서는 《Kiss Me, Feel Me》라는 제목으로 발매됨.
- 3집 《Invisible》 (보이지 않는, 2003년) - 폴란드에서는 2002년에 《Perła》(진주)라는 제목으로 발매됨.
- 4집 《E·K·G》 (2007년)
- 5집 《Zakochaj się na Święta w kolędach》 (캐럴에서 크리스마스와 사랑에 빠지다, 2008년) - 에디타 구르니아크의 크리스마스 음반.
- 6집 《My》 (나, 2012년) - 에디타 구르니아크의 밸런타인데이 음반.

### 라이브 음반
- 《Live '99》 (1999년)

### 컴필레이션 음반
- 《5 największych przebojów》 (5개의 히트곡, 1999년)
- 《Złota kolekcja: Dotyk》 (골든 컬렉션: 촉각, 2004년)
- 《Dyskografia》 (디스코그래피, 2006년)
- 《Kolekcja 20-lecia Pomatonu》 (포마톤 20주년 컬렉션, 2010년)

### 싱글 음반
- 《To nie ja!》 (이것은 내가 아니야!, 1994년)
- 《Once in a Lifetime》 (인생에 한 번, 1994년) - 《To nie ja!》의 영어 버전 싱글.
- 《Jestem kobietą》 (나는 여자야, 1994년)
- 《Dotknij...》 (만지다..., 1995년)
- 《Będę śniła》 (나는 꿈을 꾼다, 1995년)
- 《Pada śnieg》 (눈이 오고 있어, 1995년) - 폴란드의 가수 크시슈토프 안트코비아크(Krzysztof Antkowiak)가 노래 제작에 참여함.
- 《Kolorowy wiatr》 (바람의 색들, 1995년) - 영화 《포카혼타스》의 OST 《Colors of the Wind》를 폴란드어로 번안한 노래.
- 《Love Is on the Line》 (사랑은 선 위에 있어, 1995년) - 오스트레일리아의 가수 카일리 미노그가 작사를 맡음.
- 《To Atlanta》 (이것이 애틀랜타다, 1996년) - 1996년 애틀랜타 하계 올림픽을 기념하기 위해 폴란드에서 출시된 노래.
- 《When You Come Back To Me》 (그대가 나에게 돌아올 때, 1997년)
- 《Hope for Us》 (우리에게 희망을, 1997년) - 스페인의 성악가 호세 카레라스가 노래 제작에 참여함.
- 《Lustro》 (거울, 1998년) - 영화 《뮬란》의 OST 《Reflection》을 폴란드어로 번안한 노래.
- 《Dumka na dwa serca》 (두 개의 심장의 둠카, 1998년) - 폴란드의 가수 미에치스와프 슈체시니아크(Mieczysław Szcześniak)가 노래 제작에 참여함.
- 《Anything》 (무엇이든, 1998년)
- 《Stop!》 (멈춰!, 1999년) - 영국의 싱어송라이터 샘 브라운의 노래 《Stop!》을 폴란드어로 번안한 노래.
- 《One & One》 (하나 그리고 하나, 1999년)
- 《Linger》 (오래도록, 1999년)
- 《Hunting High and Low》 (높고 낮은 사냥, 2000년) - 노르웨이의 밴드 아하의 노래 《Hunting High and Low》를 폴란드어로 번안한 노래.
- 《Pieśń Julii》 (율리아의 노래, 2000년)
- 《To nie ja! (Remix)》 (2000년) - 《To nie ja!》의 리믹스 버전.
- 《Jak najdalej》 (가능한 한 멀리, 2001년)
- 《Nie proszę o więcej》 (나는 더 이상 묻지 않아, 2002년)
- 《Słowa jak motyle》 (나비와 같은 단어, 2002년)
- 《Perła》 (진주, 2002년)
- 《Impossible》 (불가능한, 2002년)
- 《As If / Sit Down》 (앉아있는 것처럼, 2003년)
- 《The Story So Far》 (지금까지의 이야기, 2003년)
- 《Whatever It Takes》 (무슨 일이 있더라도, 2003년)
- 《Make It Happen》 (실행에 옮기자, 2003년)
- 《Nieśmiertelni》 (불멸, 2003년) - 영국의 밴드 퀸의 노래 《Who Wants to Live Forever》를 폴란드어로 번안한 노래.
- 《Krople chwil...》 (순간의 물방울..., 2004년)
- 《Loving You》 (너를 사랑해, 2006년)
- 《List》 (목록, 2007년) - 캐나다의 가수 셀린 디옹의 노래 《I Surrender》를 폴란드어로 번안한 노래.
- 《Dziękuję Ci》 (고마워, 2008년)
- 《To nie tak jak myślisz》 (당신이 생각하는 것이 아니에요, 2008년)
- 《Mizerna cicha》 (불쌍하고 조용하네, 2008년)
- 《Teraz - tu》 (지금 - 여기에, 2011년)
- 《On the Run》 (실행, 2011년)
- 《Oj... kotku》 (오... 그대여, 2011년)
- 《Nie zapomnij mnie》 (나를 잊지 말아줘, 2012년)
- 《Consequences》 (결과, 2012년)
- 《Co tylko chcesz》 (당신이 원하는 것, 2012년)
- 《Sens-Is》 (감각은, 2013년)
- 《Your High》 (그대의 높이, 2014년)
- 《Glow On》 (빛나라, 2014년)
- 《Oczyszczenie》 (정화, 2015년)
- 《Grateful》 (고마워요, 2016년)
- 《Andromeda》 (안드로메다, 2017년) - 폴란드의 음악가 도나탄(Donatan)이 노래 제작에 참여함.
- 《Dom dobrych drzew》 (좋은 나무의 집, 2018년)
- 《Tylko Ty》 (당신만, 2018년)
- 《Zatrzymać chwilę》 (잠깐 기다려, 2018년) - 폴란드의 가수 록사나 벵기엘(Roksana Węgiel)이 노래 제작에 참여함.